# Ізгрев (Благоєвградська область)
І́згрев (болг. Изгрев) — село в Благоєвградській області Болгарії. Входить до складу общини Благоєвград.

## Населення
За даними перепису населення 2011 року у селі проживали 576 осіб, з них 375 осіб (99,7%) — болгари.
Розподіл населення за віком у 2011 році:
Динаміка населення: